# Conconully
Conconully az Amerikai Egyesült Államok északnyugati részén, Washington állam Okanogan megyéjében elhelyezkedő város. A 2010. évi népszámlálási adatok alapján 210 lakosa van.
Conconully 1908. november 11-én kapott városi rangot. Az eredetileg a közeli patakra utalva Salmon Citynek nevezett település korábban bányászközösség volt.

## Éghajlat
A város éghajlata nedves kontinentális (a Köppen-skála szerint Dfb).
| Hónap                         | Jan.  | Feb.  | Már.  | Ápr.  | Máj. | Jún. | Júl. | Aug. | Szep. | Okt.  | Nov.  | Dec.  | Év    |
| ----------------------------- | ----- | ----- | ----- | ----- | ---- | ---- | ---- | ---- | ----- | ----- | ----- | ----- | ----- |
| Rekord max. hőmérséklet (°C)  | 16,1  | 21,1  | 26,1  | 31,1  | 35,6 | 37,8 | 43,3 | 42,8 | 36,7  | 28,9  | 18,9  | 12,8  | 43,3  |
| Átlagos max. hőmérséklet (°C) | 0,6   | 4,4   | 9,4   | 14,4  | 19,4 | 22,8 | 27,8 | 27,8 | 22,8  | 14,4  | 5,6   | −0,6  | 14,1  |
| Átlagos min. hőmérséklet (°C) | −8,3  | −6,7  | −2,2  | 1,7   | 6,1  | 9,4  | 12,8 | 12,2 | 7,8   | 2,2   | −3,3  | −8,3  | 2,0   |
| Rekord min. hőmérséklet (°C)  | −33,9 | −33,9 | −27,2 | −12,2 | −6,7 | −1,7 | 0,0  | −2,8 | −6,7  | −15,6 | −27,8 | −35,0 | −35,0 |
| Átl. csapadékmennyiség (mm)   | 35    | 37    | 30    | 27    | 43   | 40   | 22   | 21   | 19    | 22    | 39    | 39    | 374   |
| Forrás: The Weather Channel   |       |       |       |       |      |      |      |      |       |       |       |       |       |

## Népesség
A 2010-es népszámláláskor a városnak 210 lakója, 103 háztartása és 63 családja volt. A népsűrűség 381,8 fő/km2. A lakóegységek száma 189, sűrűségük 343,6 db/km2. A lakosok 91%-a fehér, 0,5%-a afroamerikai, 2,4%-a indián, 0,5%-a ázsiai,  3,3%-a egyéb, 2,4%-a pedig kettő vagy több etnikumú. A spanyol vagy latino származásúak aránya 5,7% (1,9% mexikói,   3,8% egyéb spanyol vagy latino származású.)
A háztartások 12,6%-ában élt 18 évnél fiatalabb. 55,3% házas, 2,9% egyedülálló nő, 2,9% egyedülálló férfi, 38,8% pedig nem család. 31,1% egyedül élt; 7,7%-uk 65 éves vagy idősebb. Egy háztartásban átlagosan 2,04 személy élt; a családok átlagmérete 2,49 fő.
A medián életkor 55,1 év volt. A város lakóinak 12,4%-a 18 évesnél fiatalabb, 5,2% 18 és 24 év közötti, 11,9%-uk 25 és 44 év közötti, 43,4%-uk 45 és 64 év közötti, 26,7%-uk pedig 65 éves vagy idősebb. A lakosok 51,9%-a férfi, 48,1%-a pedig nő.

## Fordítás
Ez a szócikk részben vagy egészben  a   Conconully, Washington című angol Wikipédia-szócikk ezen változatának fordításán alapul.  Az eredeti cikk szerkesztőit annak laptörténete sorolja fel. Ez a jelzés csupán a megfogalmazás eredetét és a szerzői jogokat jelzi, nem szolgál a cikkben szereplő információk forrásmegjelöléseként.